# 空きっ腹に酒
空きっ腹に酒（すきっぱらにさけ、sukipparanisake）は、大阪を中心に活動をする日本のバンド。

## メンバー
| 名前      | 読み            | 生年月日              | 担当     | 備考                                                                                                   |
| --------- | --------------- | --------------------- | -------- | --- |
| 田中 幸輝 | たなか ゆきてる | 1990年7月20日（34歳） | ボーカル | |
| 西田 竜大 | にしだ りゅうた | 1988年12月8日（36歳） | ギター   | リーダー。                                                                                             |
| シンディ  | シンディ        | ????年7月14日         | ベース   | |
| いのまた  | いのまた        | 1988年4月7日（36歳）  | ドラムス | 本名：猪俣 福人（いのまた ふくと）。福人の名でアコーディオン弾きや、ちんどん屋（華乃家）もやっている。 |

## ユニット
| 名前                   | メンバー           | 概要                                                                           |
| ---------------------- | ------------------ | ------------------------------------------------------------------------------ |
| ヒコーセーネン         | 西田竜大・いのまた | ギターとアコーディオンのユニット                                               |
| DJマグナムとMCユキテロ | 西田竜大・田中幸輝 | 空きっ腹に酒の曲を打ち込みでやるユニット                                       |
| 犬死に                 | 田中幸輝           | メンバー不定。即興の演奏に田中幸輝がフリースタイルでラップをするソロユニット。 |

## 略歴
- 2007年9月 - 空きっ腹に酒として活動開始。
- 2008年8月 - いのまたが加入。
- 2009年9月 - 自主制作音源「ハロージャパン」をリリース。
- 2012年4月 - 1st full album『僕の血』をリリース。
- 2013年11月 - 2nd　full album『嘘ばかり言う』をリリース。
- 2014年5月 - 3rd　full album『踊れ細胞』をリリース[1]。
- 2015年
  - 6月 - シンディが加入。
  - 7月 - 4th full album『愛と哲学』をリリース[2]。
- 2016年
  - 3月 - 1st Mini album『人の気持ち』をリリース。
  - 7月 - 5th full album『しあわせ』をリリース。
- 2017年4月 - 6th full album『砕る』をリリース。
- 2018年
  - 1月 - 自主レーベル『酔犬レーベル』を設立。
  - 3月 - 会場限定シングル『酔.ep』をリリース。
- 2019年1月 - 会場限定シングル 「泥.ep」をリリース。
- 2021年
  - 3月 - 7月22日をもって無期限活動休止することを発表[3]。

## エピソード
ボーカルの田中が、高校の先輩である西田、いのまたと野村尚平（現・令和喜多みな実）が組んでいたバンドを文化祭で見たのをきっかけにバンドをやりたいと思い、「背脂」というバンドを結成。
後に「背脂」のベースが抜けたため、募集したところ、西田が加入することとなる。西田曰く、「ベースはほとんどやったことがなかったが、そのバンドに入りたかったため、とりあえずやるといった感じだった」。この時点でバンド名を「背脂」から「空きっ腹に酒」に変更する。
初ライブの日、熱が出たことを理由にギターが欠席し、代わりに西田がギターの座につく(そのまま当時のギターは脱退となる)。
その後、何度かベースを入れるが、ライブ直前に脱退を繰り返す。また、後にドラムスも抜けてしまったため、フランスに留学中だったいのまたを誘い加えた。
その後、さらにベースが加入と脱退を繰り返すが、活動を続ける。
2015年にベースのシンディが加入し、現在に至る。
当初、ホームページには、バンドのジャンルとして「新春かくし芸的ハードコアバンド」との記載があったが、2015年にホームページがリニューアルした後に消去され、現在は「ポップからアングラまで、どんな曲をやっても結局、空きっ腹に酒」という一文が記載されている。

## ライブ
『踊れ細胞』リリース・ツアー ごきげんいかがっすか! ツアー
- 2014年
  - 6月5日(木) @福岡
  - 6月8日(日) @神戸 Event-hall RAT
  - 6月9日(月) @京都 磔磔
  - 6月12日(木) @千葉 LOOK
  - 6月13日(金) @埼玉 LIVEHOUSE KYARA
  - 6月14日(土) @新潟 LIVESPOT WOODY
  - 6月15日(日) @仙台 FLYINGSON
  - 6月18日(水) @広島 cave-be
  - 6月19日(木) @岡山 LIVEHOUSE IMAGE
  - 6月22日(日) @北海道 Sound Lab mole
  - 6月28日(土) @東京 TSUTAYA O-nest
  - 6月29日(日) ＠名古屋 池下CLUB UPSET
  - 7月11日(土) ＠大阪 心斎橋compass

空きっ腹に酒 企画 10カウント　@梅田CLUB QUATTRO
- 2014年
  - 9月2日(火) ラウンド1
  - 10月7日(火) ラウンド2
  - 11月4日(月) ラウンド3
  - 12月8日(月) ラウンド4

- 2015年
  - 1月5日(月) ラウンド5
  - 2月2日(月) ラウンド6
  - 3月2日(月) ラウンド7
  - 4月6日(月) ラウンド8
  - 5月7日(木) ラウンド9
  - 6月8日(月) ファイナルラウンド